# Mike Gravel
 Der er for få eller ingen kildehenvisninger i denne artikel, hvilket er et problem. Du kan hjælpe ved at angive troværdige kilder til de påstande, som fremføres i artiklen.

Maurice Robert Gravel (født 13. maj 1930 i Springfield i Massachusetts i USA, død 26. juni 2021), bedre kendt som Mike Gravel, var en amerikansk senator fra Alaska for to valgperioder, fra 1969 til 1981. Han tilhørte Det demokratiske parti og var blandt de 11, der meldte deres kandidatur forud for det amerikanske præsidentvalg i 2008. Med under 1% tilslutning trak Gravel sig dog efter de første primærvalg.[kilde mangler] Han stillede op ved præsidentvalget i USA 2020 for Demokraterne, men suspenderede sin kampagne.
Gravel har fransk-canadisk familiebaggrund; han blev opdraget som katolik, men er ikke længere praktiserende. Gravel kom ind i den amerikanske hær i 1951 og gjorde tjeneste i dens kontraspionage til 1954, hvorefter han studerede økonomi ved Columbia University.